# Лоузан
Лоузан (Лоузанг, Лаузан, Лузан) — калмыцкий тайши XVII века, сын Хо-Урлюка.
C 1616 до конца 1620-х годов Лоузан учился в Тибете, где был буддийским монахом. В монастыре он познакомился с Зая-Пандитой. Затем он снимает с себя сан и участвует в военных действиях. В 1633 году Лоузан напал на бухарский город Сауран. В 1643 году он во главе отряда в 2000 всадников вторгся в пределы Крымского ханства в районе Кубани.
В 1649 году Лоузан кочевал в районе Астрахани.
В 1651 году тайши Лоузан совместно с Нима-Цереном во главе 15-тысячного калмыцкого войска совершили набег под Перекоп. Затем он ссорится со своим старшим братом Дайчином.
В 1660 году Лоузан погиб в междоусобной войне с хошутами Аблая; в войне также погибли два его сына Доржи и Галдама.

## Юаньская печать
Лоузан владел печатью времён империи Юань, с оттиском на монгольском квадратном письме. К примеру оттиск этой печати стоит на его письме московскому царю Михаилу Фёдоровичу (1642). Китайский текст на печати: кит. 大司徒印 Dà sītú yìn, переводится как — «Печать главного советника по делам просвещения и воспитания». Титул дасыту (кит. 大司徒; пиньинь dà sītú) «главный советник по делам просвещения и воспитания» даровался императорами империи Юань не только чиновникам самой юаньской администрации, но и правителям Тибета, а также выдающимся тибетским религиозным деятелям. После империи Юань этот титула жаловался и представителями династии Мин. В 1278 году этот титул получил непальский художник Анико. Таким образом, печать Лоузан-тайши представляет собой печать дасыту, главного советника по делам просвещения и воспитания империи Юань, легенда которой написана на китайском языке квадратным письмом. Вероятно, печать попала во владение Лоузана в Тибете, когда он проходил там обучение. Судьба печати после смерти Лоузана неизвестна.